# Beau fixe sur New York
Pour plus de détails, voir Fiche technique et Distribution.
Beau fixe sur New York (It's Always Fair Weather) est un film musical américain de Stanley Donen et Gene Kelly, sorti en 1955.

## Synopsis
Octobre 1945, Ted, Doug et Angie (Gene Kelly, Dan Dailey et Michael Kidd), trois frères d'armes, démobilisés, jurent leur amitié éternelle dans un bar et se fixent rendez-vous au même endroit dans dix ans. Mais, le 11 octobre 1955, le temps a fait son œuvre, les trois amis ne se reconnaissent plus et même se haïssent. L'un est devenu un publicitaire snob et mondain, le deuxième un restaurateur de bas-quartier, le troisième un oisif trempant dans toute combine de passage, la dernière en date étant un match de boxe qu'il découvre truqué. Angie est heureux en mariage mais Doug est en train de divorcer et Ted ne connaît que des liaisons superficielles.
Une productrice de télévision (Cyd Charisse) les manipule pour les faire participer à leur insu, le soir même, à une émission de télévision passablement vulgaire et racoleuse. Surviennent alors des malfrats venus régler un contentieux avec Ted le combinard. Les trois anciens soldats font front et sortent vainqueurs d'un pugilat homérique. C'est dit, c'est confirmé : l'amitié est éternelle et l'amour peut commencer entre Ted et la productrice.

## Fiche technique
- Titre : Beau fixe sur New York
- Titre original : It's Always Fair Weather
- Réalisation : Stanley Donen et Gene Kelly
- Scénario : Betty Comden et Adolph Green
- Production : Arthur Freed et Roger Edens
- Société de production et de distribution : MGM
- Directeur de la photographie : Robert J. Bronner
- Musique : Betty Comden, Adolph Green et André Previn
- Chorégraphie : Stanley Donen et Gene Kelly
- Direction artistique : Cedric Gibbons et Arthur Lonergan (en)
- Décors de plateau : Edwin B. Willis et Hugh Hunt
- Costumes : Helen Rose
- Montage : Adrienne Fazan
- Pays de production :  États-Unis
- Genre : film musical, comédie dramatique et romance
- Format : Couleur (Eastmancolor) - CinemaScope - 35 mm - 2,55:1 - Son : Mono / 4-Track Stereo (Western Electric Sound System)
- Durée : 101 minutes
- Dates de sortie : 
  - États-Unis : 1er septembre 1955 (première)
  - États-Unis : 2 septembre 1955 (sortie nationale)
  - France : 29 juin 1956 (Paris)

## Distribution
- Gene Kelly : Ted Riley
- Dan Dailey : Doug Hallerton
- Cyd Charisse : Jackie Leighton
- Dolores Gray : Madeline Bradville
- Michael Kidd : Angie Valentine
- David Burns : Tim
- Jay C. Flippen : Charles Z. « Charlie » Culloran

Acteurs non crédités
- Betty Arlen
- Eugene Borden : le maître-chef italien
- Peter Leeds : M. Trasker
- Barry Norton : le patron de la boîte de nuit
- Almira Sessions : la directrice de la maison Longwood
- Richard Simmons : M. Grigman
- Renata Vanni : une mère
- Herb Vigran : Nashby
- Tito Vuolo : Silvio

## Production
Réalisé par Stanley Donen et Gene Kelly (comme Un jour à New York, dont il semble le prolongement, et Chantons sous la pluie), ce film est l'un des coups de glas de la comédie musicale américaine. Il marque pourtant un désenchantement profond qui semble correspondre à l'intérêt vacillant du public pour la formule musicale. Sa causticité et son amertume, si peu communes au film du genre, confirme ce démarquage. Kelly, lui-même, se déclarait alors déjà trop vieux pour bien danser, s'orientant résolument vers la stricte chorégraphie et la réalisation.
Pour mieux enfoncer le clou, Gene Kelly et Cyd Charisse, deux des plus illustres danseurs hollywoodiens et qui avaient déjà partagé le pas de deux dans Brigadoon et dans Chantons sous la pluie, pourtant réunis ici dans une intrigue amoureuse n'ont pas le moindre ballet ensemble.
Film visionnaire, la satire de la télé-voyeurisme prend tout son sel quelques décennies plus tard. Le film reste un hymne à l'amitié et à la mâle et virile amitié.
Michael Kidd et Gene Kelly se retrouvent en 1969 à l'affiche du film Hello, Dolly!, le premier à la chorégraphie, le second à la réalisation.